# 陽気な幽霊
『陽気な幽霊』（ようきなゆうれい）は、1940年に日本で公開された映画。

## スタッフ
- 監督：木藤茂
- 脚本：穐村正治
- 撮影：竹野治夫

## キャスト
- 市兵衛の娘・ワカナ：玉松ワカナ
- 目明かし布袋の市兵衛、市兵衛の乾分・徳利の一郎：玉松一郎
- 市兵衛の乾分・鵜呑みの三八：森川信
- 目明かし九篠の新助：川崎猛夫
- 砂糖問屋信太屋徳兵衛：東良之助
- 砂糖問屋浜島屋清兵衛：森田肇
- 信太屋の用心棒・黒山民部之助：市川海老三郎
- 町奉行：葛木香一
- 料亭ひさごの女将・おはま：柏よし子

| スタブアイコン | サブスタブ | この項目は、まだ閲覧者の調べものの参照としては役立たない、映画に関連した書きかけの項目です。この項目を加筆・訂正などしてくださる協力者を求めています（P:映画/PJ:映画）。 |